# Hohenbuehelia squamula
Hohenbuehelia squamula är en svampart som först beskrevs av Pier Andrea Saccardo, och fick sitt nu gällande namn av Neda 2004. Hohenbuehelia squamula ingår i släktet Hohenbuehelia och familjen musslingar.   Inga underarter finns listade i Catalogue of Life.